# شهداء الغرام (فلم)
فيلم شهداء الغرام 1942 بطولة إبراهيم حمودة وليلى مراد وقام بأخراجه كمال سليم ويعتبره الكثير تجسيدا لتراجيديا شكسيبر المعروفة روميو وجولييت.

## بطولة
- ليلى مراد
- إبراهيم حمودة
- بشارة واكيم
- أنور وجدي
- عبد الفتاح القصري
- محمد توفيق
- محمود المليجي
- إستيفان روستي
- ماري منيب
- علي طبنجات

## وصلات خارجية
- مقالات تستعمل روابط فنية بلا صلة مع ويكي بيانات